# Перепись населения Бразилии (2010)
Перепись населения в Бразилии (2010) — самая последняя и самая детальная перепись населения страны за всю её историю. Бразильский институт географии и статистики начал подготовительные работы ещё в 2007 году. Полевой сбор данных прошёл между 1 августа и 1 ноября 2010 года. Предварительные данные начали публиковаться в мае 2011 года.

## Основные итоги
Публикация итогов переписи сделал её переломной для истории страны. Так, несмотря на то, что население Бразилии за межпереписной период возросло со 169,8 до 190,7 млн, темп прироста (+12,48 %) был рекордно низким, хотя и несколько интенсивнее чем в США за тот же период (+9,0 %). Кроме этого, фертильность бразильских женщин впервые упала ниже уровня простого воспроизводства населения (1,97). Более того, впервые в истории страны сократилась как абсолютная численность, так и относительная доля белых бразильцев во всех регионах страны при быстром росте доли и числа чёрного (+38 %) и цветного (+25 %) населения. Белые бразильцы утратили расовое большинство, так как их доля сократилась с 53,74 % (91,298,042) до 47,33 % (91,051,646) , восстановив таким образом, расовые пропорции начала XX века. Следует отметить что несмотря на рост численности, относительная доля белых бразильцев в стране непрерывно сокращалась с начала 1960-х годов, когда она сдостигла максимума около 63%. Быстро увеличивалось число азиатов (в 2,5 раза) и индейцев (+11,3 %).